# Gemelli DiVersi
I Gemelli DiVersi sono un gruppo musicale pop rap italiano formatosi a Milano nel 1998 e composto dal rapper Thema e il cantante Strano.
Fino al 2013 nel gruppo erano presenti anche il rapper Grido e il DJ THG. Orientato prevalentemente all'hip hop e al funk/R&B, sono comparsi sulla scena italiana nel 1998 con una versione hip hop di Dammi solo un minuto dei Pooh.

## Storia

### Primi anni
Il gruppo nasce dalla combinazione di due gruppi precedentemente esistenti: la Cricca (formata da Thema e THG) e i Rima nel Cuore (composta da Grido e Strano). Cresciuti artisticamente nella Spaghetti Funk, i Gemelli DiVersi si caratterizzano per la mescolanza di una matrice funk statunitense e della classica melodia italiana; tuttavia, per molti critici ed appassionati di hip hop, i loro lavori si avvicinano al modello statunitense di hip hop.
Il 3 settembre 1998 uscì il loro primo album Gemelli DiVersi, che supera le 130 000 copie vendute conquistando il disco di platino preceduto dal singolo Un attimo ancora. Nello stesso anno il gruppo milanese apre tutti i concerti degli Articolo 31 nel tour Nessuno.
Sia nel 1999, sia nel 2000 scrivono la canzone Coca Cola Enjoy per lo spot pubblicitario dell'omonima bibita.

### Gli anni duemila
Il 3 novembre 2000 viene pubblicato il secondo album, 4x4, il quale viene certificato disco di platino per aver superato la soglia delle 100 000 copie. Il secondo singolo estratto da questo album (Musica) ha occupato i primi posti delle classifiche radiofoniche per un'intera estate. Dallo stesso album viene estratto anche il singolo Anima gemella, rilettura in chiave rap della canzone di Eros Ramazzotti Stella gemella. Sempre nel 2000 fu pubblicato E mò lo sai il loro libro che è una raccolta fotografica che comprende anche i loro pensieri. Nel 2001 uscì l'album dal vivo Come piace a me.
Nel 2001 i Gemelli DiVersi hanno aperto i concerti di Eros Ramazzotti. Il 4 ottobre 2002 pubblicarono l'album Fuego che ottiene il doppio disco di platino vendendo oltre 200 000 copie. Dopo un primo singolo, Tu no, uscito nel 2002, il secondo singolo estratto da questo album è Mary, nel 2003, che racconta una storia di una ragazza che subisce violenze sessuali da parte del padre. Questo singolo, grandissimo successo radio-televisivo, ha occupato per circa otto mesi i primi posti delle classifiche e ha portato la band alla vittoria come Best Italian Act agli MTV Europe Music Awards. Con tale brano partecipano soprattutto al Festivalbar di quell'anno. Nel 2003 esce l'edizione speciale di Fuego, il quale contiene alcuni remix dei brani originariamente presenti in Fuego. Il singolo è stato certificato disco di platino dalla FIMI nel 2024..
Il 22 ottobre 2004 viene pubblicato l'album Reality Show, il quale segna un'evoluzione in senso meno rappato e più canoro dei tre cantanti del gruppo. L'anno successivo è stata pubblicata una versione DualDisc di Reality Show, contenente un DVD bonus che racchiude i tre video dei tre singoli più tre canzoni estratte dal concerto del 28 aprile 2005 all'Alcatraz di Milano. Reality Show raggiunge il disco di platino vendendo oltre 80 000 copie. Partecipano inoltre nuovamente al Festivalbar nello stesso anno con il terzo singolo estratto Fotoricordo. Nel luglio 2005 partecipano inoltre al Live8. Tra il 2005 e il 2006, MTV affida loro la conduzione del programma Pimp My Wheels, ispirato al format statunitense Pimp My Ride.

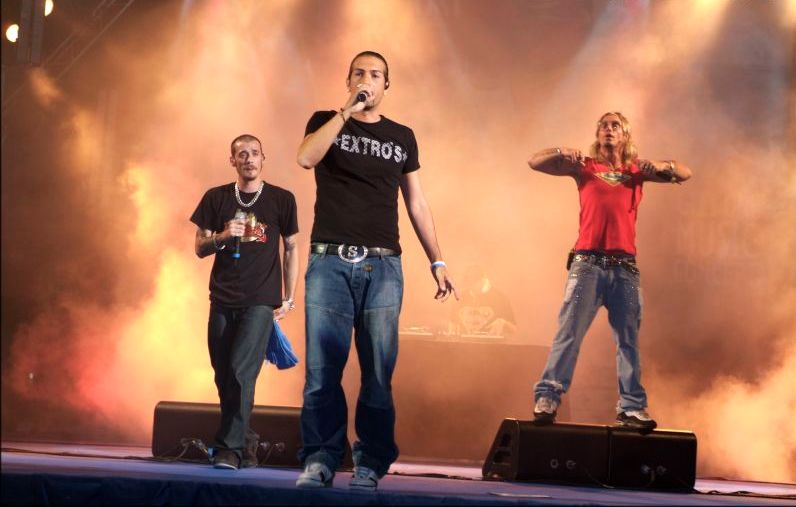
I Gemelli DiVersi in concerto (2007)

In seguito ad un'offensiva menzione da parte di Fabri Fibra in una sua canzone (Idee stupide), nell'agosto del 2006 Grido "risponde". Il pezzo si intitola Standing Ovation; il brano, di cui è stato pubblicato anche un video, vede Grido rappare su una base e con uno stile che parodiano la canzone Applausi per Fibra di Fabri Fibra, criticando il rapper di Senigallia e accusandolo di assumere droghe e di sfruttare la moda dell'hip hop per i propri fini personali. Sempre nel 2006 vengono premiati ai TRL Awards come best "riempipiazza" riconoscendo alla band lo status di leader tra le preferenze dei fan del programma e non solo. Il 2 dicembre dello stesso anno vengono inoltre premiati come miglior gruppo italiano nella prima edizione dei Nickelodeon Kids' Choice Awards italiani.
Il 18 maggio 2007 è stato pubblicato il singolo Istruzioni per l'(ill)uso, il quale ha anticipato l'uscita del quinto album in studio BOOM!. Quest'ultimo album ha visto il gruppo riprendere il sound originario momentaneamente accantonato in Reality Show: Grido e Thema eseguono esclusivamente le parti rappate, mentre Strano le soli parti cantate. Nell'album è presente un brano, Che mondo meraviglioso, dedicato a Nicole, figlia di THG e della fidanzata Monica; al brano partecipa Eros Ramazzotti eseguendo un assolo di chitarra. Il 29 settembre 2007 è andata in onda la première del video di Icaro, il secondo singolo estratto da BOOM!. Il 14 luglio 2008, BOOM! viene certificato disco d'oro per aver superato la soglia delle 45 000 copie vendute.
Nel 2009, i Gemelli DiVersi si sono presentati al Festival di Sanremo con un hip hop crudo e violento contro la povertà, baby prostituzione e violenza domestica. Sono stati eliminati alla quarta e penultima serata. Nelle loro interviste alla domanda "Di cosa parla Vivi per un miracolo?" loro rispondono dicendo che per loro è una preghiera laica (come ha detto Paolo Bonolis quando li ha presentati per la prima volta al Festival). Eliminati nella serata di venerdì sono arrivati dodicesimi nella classifica generale.
Il 20 febbraio 2009 è stata pubblicata la raccolta Senza fine 98-09 - The Greatest Hits, contenente alcune hit e gli inediti Senza fine (insieme a Space One, J-Ax e DJ Zak), Vivi per un miracolo, Nessuno è perfetto, oltre a una rivisitazione di B-boy B-band con i Rezophonic. Nel frattempo Grido e THG hanno partecipato all'album di J-Ax con la canzone Come Willy l'orbo!.

### Gli anni 2010
Il 13 luglio 2012 pubblicano sull'iTunes Store il singolo Per farti sorridere, che anticipa il sesto album in studio del gruppo, Tutto da capo, pubblicato l'11 settembre. L'album, reso disponibile per lo streaming su MTV a partire dal 6 settembre, ha debuttato alla prima posizione della classifica italiana degli album.
Il 12 settembre è stato pubblicato il singolo Spaghetti Funk Is Dead, il cui video è stato girato in stile horror, mentre il 10 ottobre è uscito il terzo singolo V.A.I.. Il 2 dicembre 2012 hanno partecipato al quiz di Canale 5 Avanti un altro! e hanno vinto 35.000 euro, somma interamente devoluta al Telefono Azzurro. Il giorno successivo è stato pubblicato il quarto singolo Questa è una rapina, il cui video ha visto la partecipazione del DJ Steve Forest. L'8 febbraio 2013 pubblicano il quinto singolo Alla goccia, mentre il 19 aprile è la volta dell'omonimo Tutto da capo, pubblicato come ringraziamento ai fan che hanno seguito il gruppo nel corso del loro tour.
Nel novembre 2013 il gruppo ha rivelato la decisione di prendersi una pausa per un periodo di tempo indeterminato . Nell'aprile 2014 Strano e Thema hanno annunciato il tour 2 Gemelli DiVersi in tour, esibendosi nel corso dell'estate in tutta Italia, mentre il 4 giugno Grido ha rivelato a sorpresa la sua uscita dal gruppo e la prosecuzione della sua carriera da solista.
Il 23 settembre 2016 i Gemelli DiVersi hanno pubblicato il video di un nuovo singolo, intitolato La fiamma, che ha anticipato il settimo album in studio Uppercut, pubblicato il 21 ottobre.

### Gli anni 2020
Il 24 giugno 2022 esce il nuovo singolo  Vero, seguito da  Torcida il 23 dicembre, da Marrakech il 2 giugno 2023 e da Impossibile il 20 dicembre 2024, mentre l'11 luglio 2025 esce il singolo 1993.

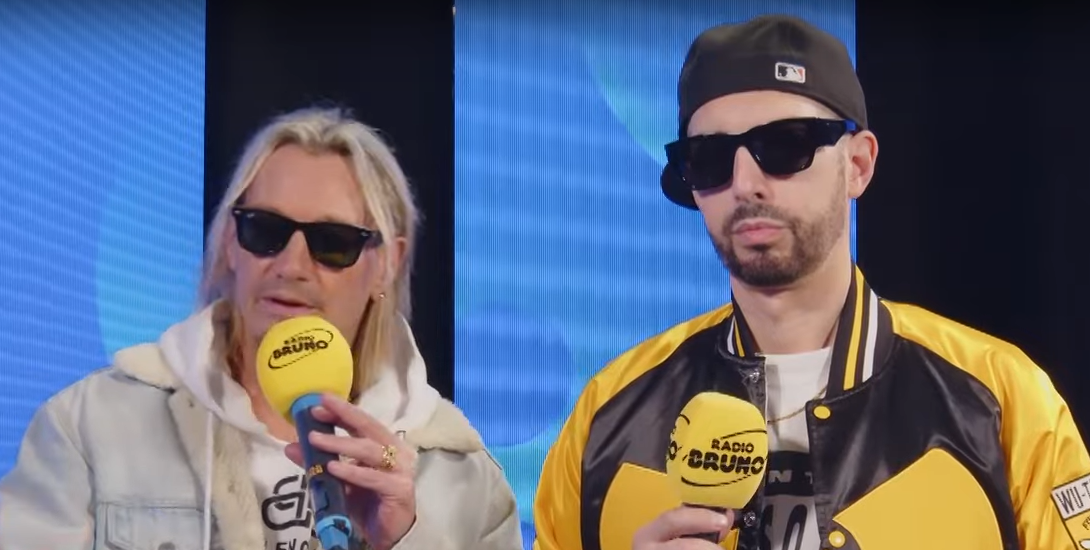
I Gemelli DiVersi durante un'intervista (2024)

Il 9 febbraio 2024 partecipano alla quarta serata del Festival di Sanremo in occasione della serata cover assieme a Mr. Rain con la canzone Mary. Sul palco si sono esibiti insieme alla squadra italiana della nazionale di ginnastica ritmica Le Farfalle.

## Impegno sociale
Agli inizi degli anni duemila i Gemelli DiVersi hanno collaborato con Telefono Azzurro per l'album Fuego; la loro celebre canzone Mary è stata definita «un incoraggiamento per le giovani vittime degli abusi ad affrontare il problema attraverso la comunicazione con una organizzazione di professionisti in grado di dare le risposte giuste».

## Formazione
Attuale
- Strano (Francesco Stranges, 1971) – voce (1998-presente)
- Thema (Emanuele Busnaghi, 1972) – voce (1998-presente)

Ex membri
- Grido (Luca Paolo Aleotti, 1979) – voce (1998-2014)
- THG (Alessandro Merli, 1973) – giradischi (1998-2014)

## Discografia

### Album in studio
- 1998 – Gemelli DiVersi
- 2000 – 4x4
- 2002 – Fuego
- 2004 – Reality Show
- 2007 – BOOM!
- 2012 – Tutto da capo
- 2016 – Uppercut

### Album dal vivo
- 2001 – Come piace a me

### Raccolte
- 2009 – Senza fine 98-09 - The Greatest Hits